# Physically Unable to Perform
Physically Unable to Perform (PUP, dt. physisch nicht in der Lage zu arbeiten) ist ein Begriff aus der National Football League (NFL). Damit wird ein Spieler beschrieben, welcher sich beim Training oder einem Spiel in der Preseason oder in der Vorsaison eine Verletzung zugezogen hat (football-related injury, dt. footbalbezogene Verletzung), welche ihn daran hindert mitzutrainieren und zu spielen, jedoch davon ausgegangen wird, dass er vor, zur oder in der Regular Season zurückkehrt. Eine footballbezogene Verletzung, welche sich ein Spieler vor der Verpflichtung eines NFL-Teams zuzog (z. B. beim College Football) gehört jedoch nicht dazu. Diese Verletzungen werden als Non-Football Injury (NFI) behandelt. Es wird in die zwei Klassifikationen Active/PUP und Reserve/PUP unterschieden.
Spieler, die als Active/PUP markiert sind, können nicht von Beginn an an den in der Preseason stattfindenden Training Camps teilnehmen oder zogen sich in diesen eine Verletzung zu. Sie dürfen erst wieder trainieren, wenn die medizinische Abteilung eines Teams dies erlaubt. Spieler, welche von Beginn der Training Camps an als Active/PUP markiert waren und in der gesamten Offseason nie mit dem Team trainiert haben, sind als Reserve/PUP markierbar. Alternativ kann ein Spieler entlassen werden oder auf der Injured Reserve List platziert werden. Wird ein Spieler als Reserve/PUP markiert, so darf dieser Spieler in den ersten sechs Wochen nicht trainieren oder spielen, zählt jedoch auch nicht als Spieler des 53-Mann-Kaders. Nach den sechs Wochen hat ein Team ein Zeitfenster von weiteren sechs Wochen, in dem es den Spieler entlassen, auf der Injured Reserve List platzieren oder zum Training zurückholen muss. Ab dem Zeitpunkt, in dem ein Spieler wieder mittrainiert, hat die Mannschaft drei Wochen Zeit, um ihn in den 53-Mann-Kader zu holen oder ihn auf der Injured Reserve List zu platzieren.
Verletzt sich ein Spieler während der Regular Season, so kann er nicht auf der PUP List platziert werden. Wenn Aussichten darauf bestehen, dass er zur Regular oder Post Season zurückkehren wird, kann ihn das Team im 53-Mann-Kader behalten, ihn dort jedoch nicht ersetzen. Alternativ kann sie ihn auch auf der Injured Reserve List platzieren und so einen Platz im 53-Mann-Kader frei machen, ihn dann jedoch nicht zurückholen.